# سد هرات
سد هرات (خوانسار)، یک سد در مجاورت روستای خوانسار شهرستان خاتم استان یزد است که با مرکز این شهرستان (شهر هرات) ۴۰ کیلومتر فاصله دارد. این سد در مرز سیاسی استان‌های فارس و یزد واقع شده‌است و با حجم مخزن۲۳٫۴ میلیون متر مکعب بر روی رودخانه اعظم قرار دارد.
از آنجا که شهر هرات بر روی دلتای رودخانه اعظم ساخته شده‌است، در سیل سال ۱۳۶۵ این رودخانه تمام بافت تاریخی و شهری شهر هرات بجز ۴ هکتار تخریب شد. از دلایل اصلی ساخت سد هرات جلوگیری از سیل‌های مخرب رودخانه اعظم می‌باشد.

## مشخصات سد
این سد از نوع خاکی با هسته رسی است و ارتفاع آن از پی ۵۷ متر، طول تاج مخزن ۵۰۵ متر، عرض تاج ۷ متر و با سرریزی از نوع پلکانی است. حجم مخزن سد ۲۳٫۴ میلیون متر مکعب است و تخصیص آب آن ۱۲٫۹ میلیون متر مکعب است.
ساخت سد هرات به عنوان یک پروژه‌های ملی در سال ۱۳۸۸ آغاز شد و برنامه زمانبندی جهت اجرای این طرح ۵۴ ماهه پیش‌بینی شده بود که به دلیل عدم تخصیص به موقع اعتبارات، اتمام ساخت سال‌ها به تعویق افتاد تا در نهایت پس از ۱۱ سال در اسفند ماه سال ۱۳۹۹ به‌طور رسمی آبگیری و افتتاح شد.
اداره منابع طبیعی یزد یک بند خاکی که در واقع یک سد تأخیری است را در یکی از زیرحوزه‌های بالادست سد خوانسار در داخل مرز استان احداث کرده‌است که حجم مخزن آن ۲۰۰ هزار مترمکعب است تا به واسطه آن رسوب موجود در آب را گرفته و آب با میزان گل و لای کمتری به سمت سد هدایت شود ولی احتمال به یکباره پر شدن مخزن سد به واسطه رسوبات یک سیل وجود دارد (احتمالا از دلایل غیر سیاسی و مالی به تعویق انداختن ساخت سد).

## اهداف ساخت سد
1. تأمین حقابه کشاورزی زمین‌های پایین دست به منظور توسعه بهینه کشاورزی به میزان ۳٫۸ میلیون مترمکعب
2. تأمین بخشی از آب کشاورزی بهداشتی و صنعتی شهر هرات به میزان ۳ میلیون مترمکعب
3. تأمین بخشی از آب شهرستان بوانات استان فارس به میزان ۳٫۵میلیون مترمکعب
4. تأمین حقابه‌های زیست‌محیطی رودخانه به میزان ۲٫۶ میلیون مترمکعب
5. جلوگیری از اتلاف آبهای سطحی در زمان بارندگی‌های فصلی
6. جلوگیری از خسارت ناشی از سیل[۹]

که در مجموع شامل ۱۲٫۹ میلیون متر مکعب تخصیص آب از محل سد هرات خوانسار می‌شود.

## موقعیت سد
سد هرات بر روی مرز سیاسی استان یزد و فارس قرار دارد به‌طوری که حدود ۹۰٪ حوضه آبریز سد در استان فارس است. رود اعظم در پایین‌دست وارد استان یزد شده، به سد هرات می‌رسد و بعد از سد ۴۰ کیلومتر در دشت به سمت شمال شرقی پیش رفته و در کفی پخش شده و دلتای رودخانه را تشکیل می‌دهد. شهر هرات بر روی این دلتای این رودخانه (رودخانه اعظم) ساخته شده‌است.

## نگارخانه
.